# Hornstedtia elongata
Hornstedtia elongata là một loài thực vật có hoa trong họ Gừng. Loài này được (Teijsm. & Binn.) K.Schum. mô tả khoa học đầu tiên năm 1904.